# John R. Ellis
John R. Ellis   (Gran Londres, 1 de juliol de 1946) Jonathan Richard Ellis o John Ellis, és un físic teòric britànic que és actualment Professor James Clerk Maxwell de física teòrica al King's College de Londres.
Ellis va fer els seus estudis de física al King's College de Cambridge, on va obtenir el seu doctorat en teoria de física de partícules el 1971. Va ocupar posicions postdoctorals al Grup de Teoria del laboratori SLAC i a Caltech, i va obtenir una plaça d'investigador al CERN el 1978 (on va ser cap de la divisió teòrica del 1988 al 1994).
Els treballs d'Ellis són múltiples --incloent-hi la fenomenologia de física de partícules (teories de gauge), supersimetria, astrofísica i cosmologia, i gravetat quàntica-- i els seus articles acumulen nombroses citacions bibliogràfiques (sent numero 11 en el rànquing, de físics nuclears i de partícules, amb més citacions el 2020).
Va rebre la Medalla de Maxwell i el Premi de Paul Dirac per l'Institute of Physics (IoP) britànic el 1982 i 2005 respectivament, i va ser nomenat Fellow de la Royal Society el 1985 i de l'IoP el 1991. Ha rebut doctorats honoris causa per la Universitat de Southampton i la Universitat d'Uppsala, i va guanyar dues vegades el primer premi d'assaig de la Fundació de Recerca en Gravetat (1999 i 2005). Ellis va ser nomenat Comandant de l'Orde de l'Imperi Britànic (CBE) el 2012 pels seus serveis a la ciència i tecnologia.